# Giovanni Gronchi
Giovanni Gronchi (Pontedera, 10 de setembro de 1887 — Roma, 17 de outubro 1978) foi um político e 3.º Presidente da República Italiana, eleito em 29 de abril de 1955 (no quarto escrutínio com 658 votos entre 833 possíveis), prestou juramento em 11 de maio de 1955. Terminado o mandato tornou-se senador vitalício na condição de ex-presidente da República.
Visitou São Paulo em 1958 e, em sua homenagem, foi batizada uma grande avenida entre os distritos do Morumbi e Vila Andrade. Atualmente, é uma das mais importantes artérias de tráfego da capital paulista. Em 1958, recebeu o título de doutor honoris causa da Universidade de São Paulo.